# 珍·泰勒
珍妮佛·李·泰勒（英語：Jennifer Lee Taylor，1973年2月17日—）或簡稱珍·泰勒（英語：Jennifer Taylor），是一名美國女配音演員。她較知名的是在電子遊戲「最後一戰系列」（2001年至2015年）中為可塔娜一角配音。其他配音作品如電子遊戲《求生之路》（2008年）、網路動畫《RWBY》（2013年至今）和電子遊戲《Dota 2》（2013年）。1999年至2009年，她也在電子遊戲「瑪利歐系列」中為碧姬公主配音。

## 外部連結
- 珍·泰勒在互联网电影资料库（IMDb）上的資料（英文）
- Bungie's 2002 interview with Jen Taylor